# Adlai Stevenson III
Pour les articles homonymes, voir Adlai Stevenson (homonymie).
Adlai Stevenson III, né le 10 octobre 1930 à Chicago, où il meurt le 6 septembre 2021, est un militaire et homme politique américain, membre Parti démocrate et sénateur de l'Illinois au Congrès des États-Unis de 1970 à 1981. Il est auparavant le 63e trésorier de l'Illinois entre 1967 et 1970.
Il est le fils d'Adlai Stevenson II, gouverneur de l'Illinois de 1949 à 1953, ambassadeur des États-Unis aux Nations unies de 1961 à 1965 et candidat démocrate à la présidence des États-Unis à deux reprises face à Dwight D. Eisenhower, ainsi que l'arrière-petit-fils d'Adlai Stevenson I, vice-président des États-Unis de 1893 à 1897 sous Grover Cleveland.

## Biographie
Né d'Adlai Stevenson II et Ellen Borden, Adlai Stevenson III est un vétéran de la guerre de Corée, en service actif de 1952 à 1954 puis en réserve jusqu'en 1961. Il travaille à la Cour suprême de l'Illinois à partir de 1957, année lors de laquelle il est diplômé de la faculté de droit d'Harvard, avant de rejoindre le cabinet d'avocats Mayer, Brown and Platt en 1958. Il entre à la Chambre des représentants de l'Illinois le 13 janvier 1965, élu at-large.
Il devient trésorier de l'Illinois le 9 janvier 1967, puis est élu au Sénat des États-Unis le 3 novembre 1970 avec 57,4 % des voix face au sortant Ralph Tyler Smith, candidat du Parti républicain, nommé l'année précédente par le gouverneur Richard Ogilvie à la suite de la mort d'Everett Dirksen. Élu en 1974 pour un plein mandat face au républicain George Burditt avec 62,2 % des voix, il est encouragé à se présenter aux primaires démocrates pour la présidence des États-Unis en 1976 par le maire de Chicago, Richard Daley. Il décline la proposition, mais devient l'un des plus sérieux prétendants à la nomination démocrate pour la vice-présidence. Ce sera finalement Walter Mondale, sénateur pour le Minnesota, qui sera choisi.
Stevenson ne concourt pas à un sa réélection en 1980, mais se présente deux ans plus tard pour devenir gouverneur de l'Illinois. Il est défait de justesse par James R. Thompson, qui remporte le scrutin avec une avance de moins de 6 000 voix sur plus de 3,6 millions (49,3 % contre 49,4 %). Stevenson se présente à nouveau en 1986 sous l'étiquette du Parti de la solidarité de l'Illinois mais est battu par Thompson, cette fois par 40 % des voix contre 52,7 %.